# النقل في الأردن

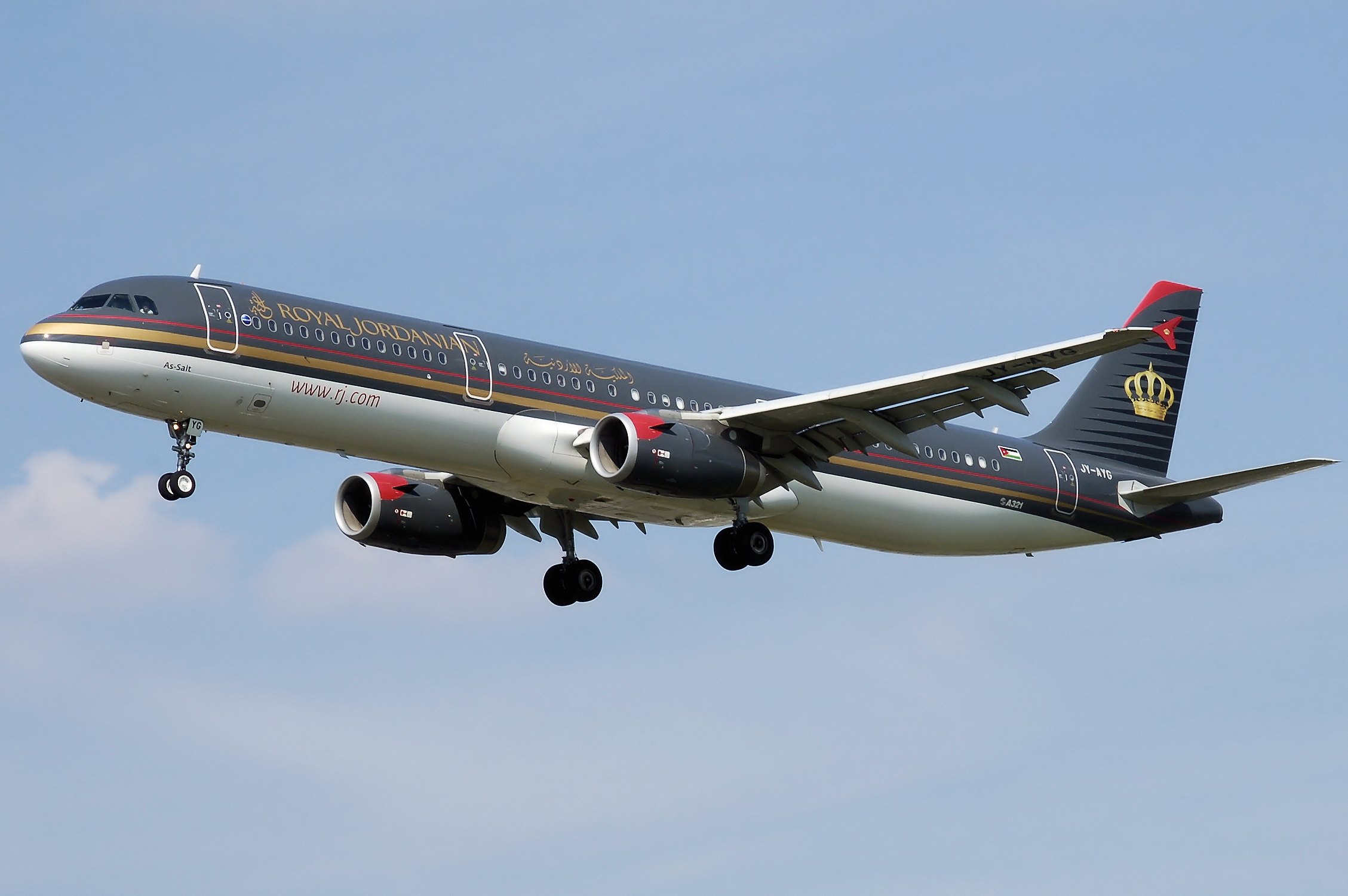
الملكية الأردنية الطيران الرسمي بالأردن

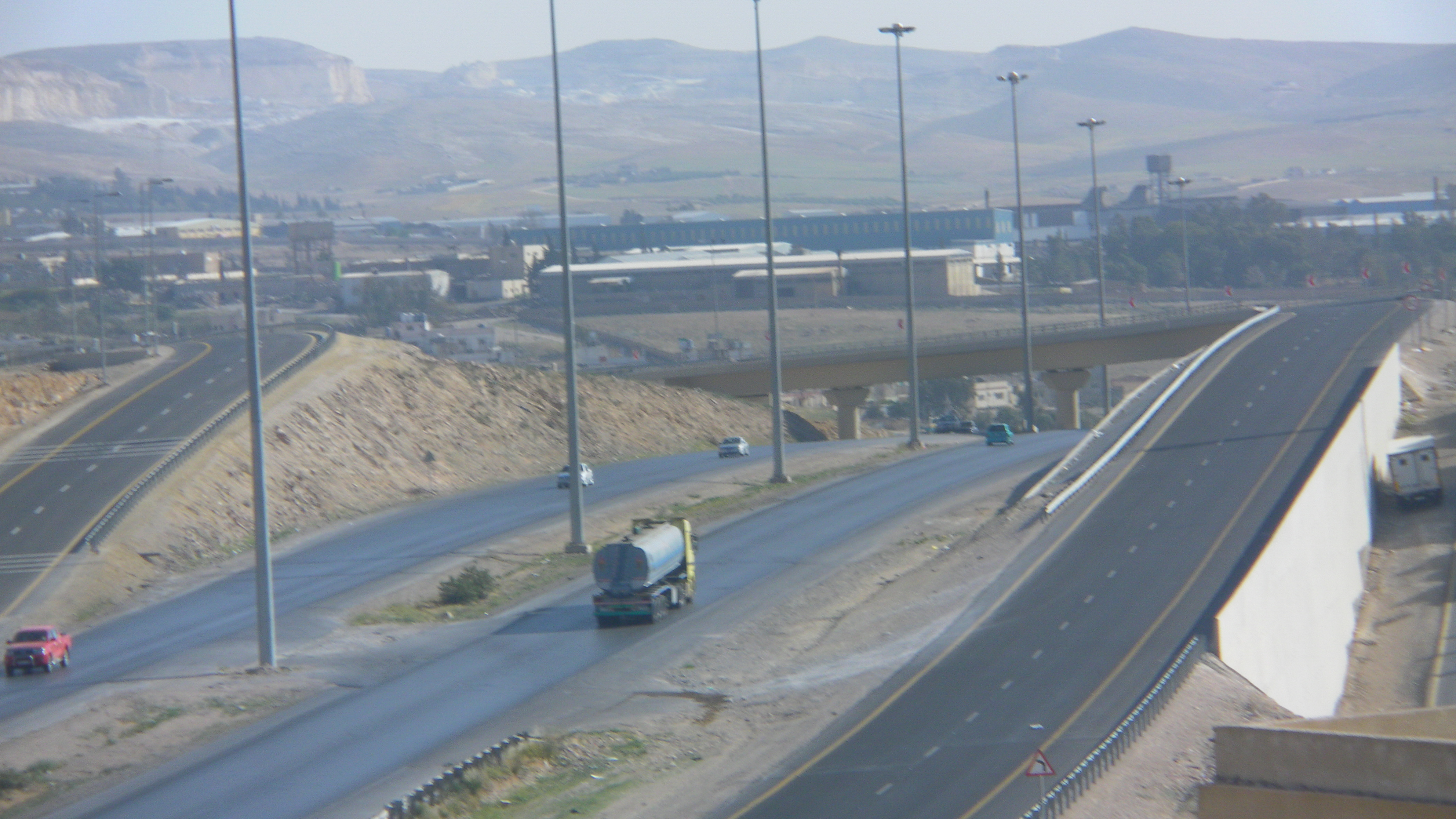
طريق سريع عمّان - الزرقاء.

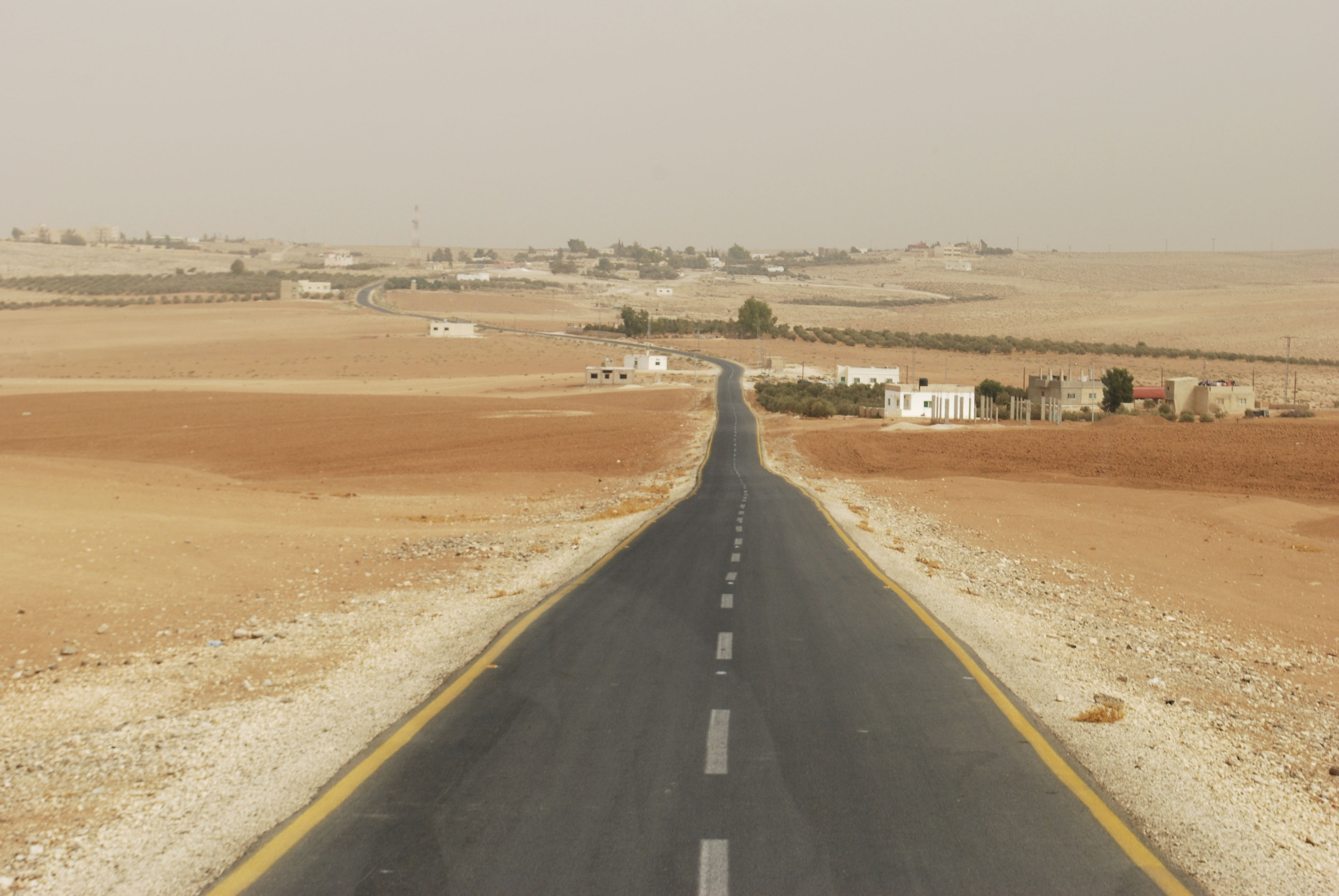
طريق مادبا - أم الرصاص.

الأردن يمتلك بنية تحتية متطورة لشبكات الطرق، مع أكثر من 7,999 كم  من الطرق السريعة المعبدة. يعتبر الأردن بلد لمرور السلع والخدمات إلى الأراضي الفلسطينية و العراق. الأردن يمتلك أطول حدود مشتركة مع الضفة الغربية، هناك معبرين حدوديين بين الأردن و فلسطين، جسر الملك حسين في الشمال، و معبر وادي عربة في الجنوب.

## سكك الحديد

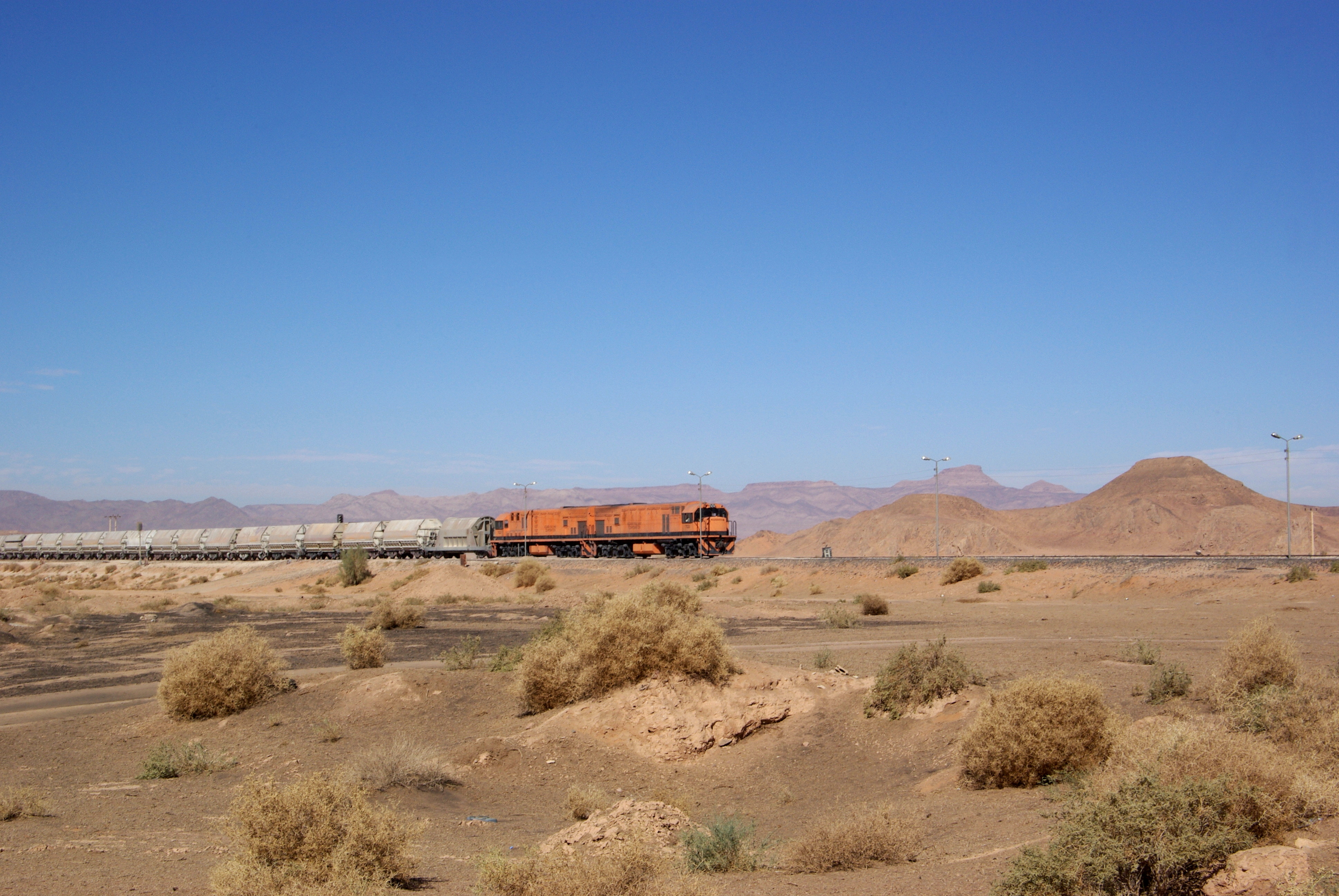
سكة حديد العقبة

يبلغ إجمالي أطوال السكك الحديدية 505 كم. تنظم رحلة من محطّة عمّان إلى محطّة الجيزة، وذلك يوم الجمعة والسّبت من كلّ أسبوع، وتستخدم السكك الحديدية أيضا لنقل البضائع إلى سوريا.

## المطارات
طبقاً لتقديرات عام 2007، هناك 17 مطارا بالإضافة إلى مهبط واحد للطائرات العامودية. ثلاث مطارات تستقبل الرحلات التجارية، اثنان منهم في عمان والثالث يقع في مدينة العقبة. والناقل الجوي الرئيسي في الأردن هو الملكية الأردنية. أكبر مطار في البلاد هو مطار الملكة علياء الدولي في عمان، المقام على مساحة تقدر بحوالي 22 ألف دونم. كان سابقا مطار عمان المدني هو المطار الرئيسي في الأردن لكنه استبدل بمطار الملكة علياء، لكن لا يزال مطار عمان يخدم طرق مواصلات إقليمية عديدة. مطار الملك حسين الدولي يخدم العقبة مع صلات له مع عمّان وعدة مدن إقليمية ودولية.

## الموانى
ميناء العقبة هو المنفذ البحري الوحيد للأردن، يمر من خلاله جميع البضائع القادمة للأردن والمتجهة العراق وأحيانا الضفة الغربية. يعمل الميناء على مدار 24 ساعة، 7 أيام في الأسبوع، 365 يوم في السنة باستثناء يومي عيد الفطر و عيد الأضحى. ميناء العقبة له القدرة على التعامل والمناولة مع 23 سفينة من مختلف الأحجام والأنواع بالإضافة إلى التعامل مع ثمانية سفن راسية في المرسى، وأكبر حجم للسفن يمكن استيعابها تبلغ 406 ألف طن مواد سائلة و 70 ألف طن للسفن الأخرى، وبقدرة إنتاجية 28 مليون طن سنويا. يتوفر في الميناء كافة المتطلبات اللوجيستية من ساحات ومستودعات وهناغر للتخزين تخدم البضائع الواردة إلى الميناء.

## المعابر
لدى الأردن أطول حدود مشتركة مع الضفة الغربية، هناك معبرين حدوديين بين الأردن وفلسطين في مرج بيسان (جسر الشيخ حسين) شمالاً وفي وادي عربة جنوباً. كذلك يوجد معبر جسر الملك حسين (أو جسر أللنبي) بين المملكة الأردنية الهاشمية والضفة الغربية، وهو المعبر الوحيد بيت ضفتي نهر الأردن الذي لم يغلق عبر السنوات، وتراقبه اليوم كل من الأردن و السلطة الوطنية الفلسطينية و إسرائيل.

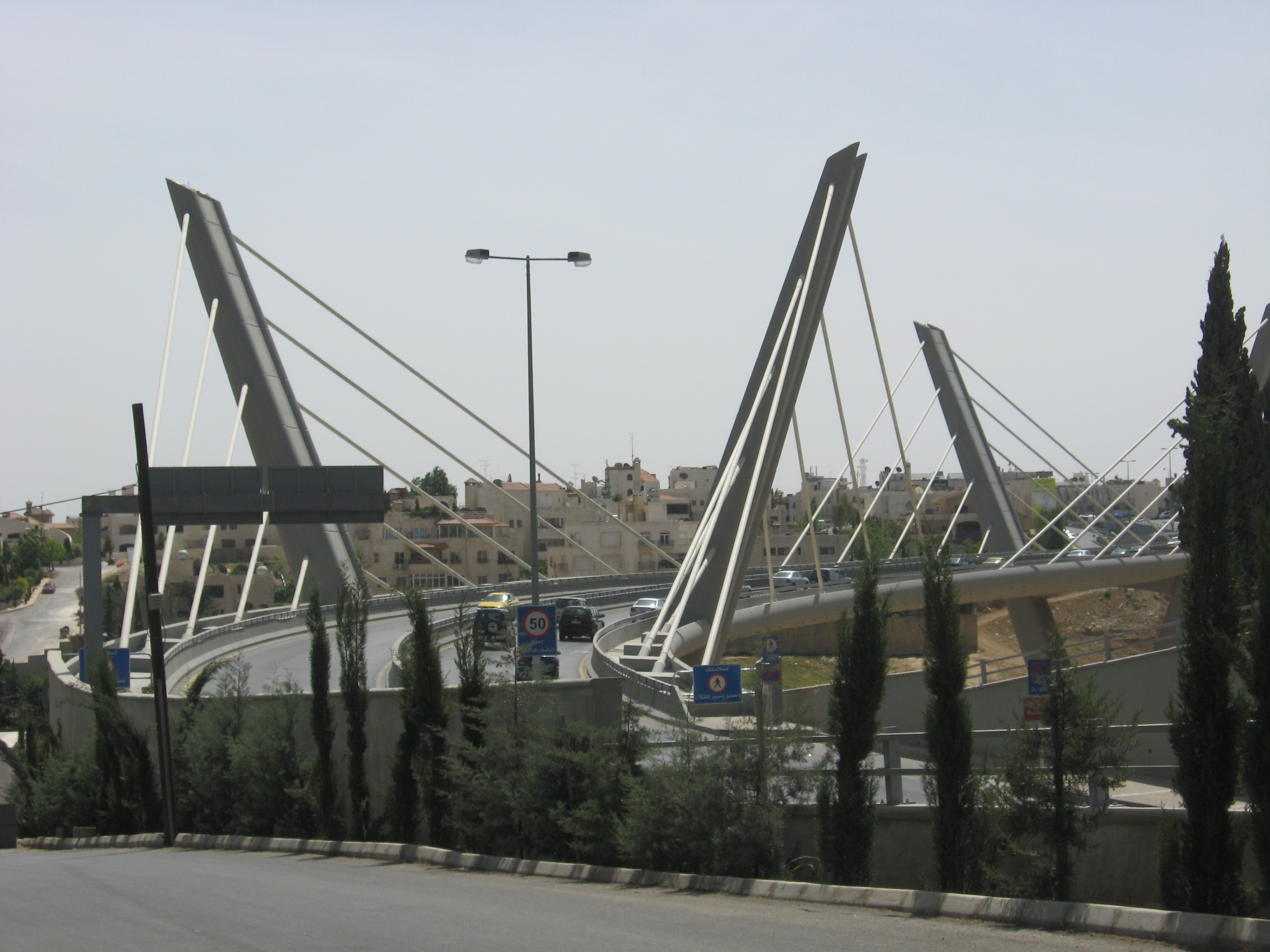
جسر عبدون المعلق، يبلغ طوله 450 مترا، ويحتوي على أربع مسارب

## الطريق السريع
شبكة الطرق جيدة إلى حد ما، تتركز حول العاصمة عمان كممر عمان التنموي وفي شمال وغرب المملكة. هناك خط بري رئيسي يربط شمال الأردن بجنوبه، هو تقريباً ذو أربع مسارب على طول المسافة. كما أن هناك طريق بري رئيسي يمتد شرقاً ليصل إلى الحدود العراقية (الرويشد) والحدود السعودية (العمري). هناك خط سكة حديد يعود إلى أيام الحكم العثماني، يقطع الأردن من شماله إلى جنوبه. تم تجديده والتركيز على خط عمان - دمشق للركاب والبضائع، وخط عمان - العقبة للبضائع فقط.

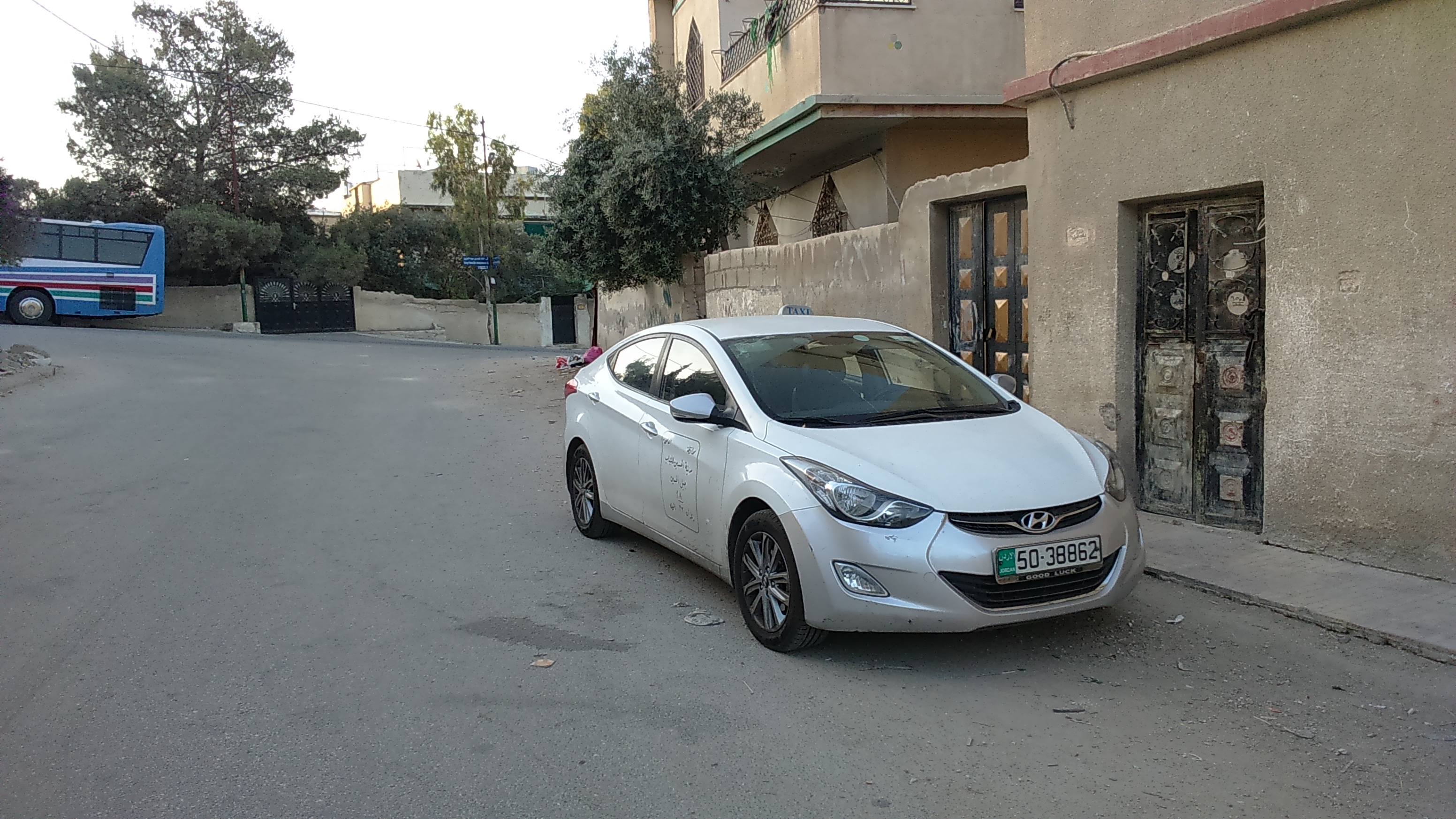
سرفيس

## تطورات الحركة الجوية في الأردن
تطورات الحركة الجوية في الأردن خلال الفترة بين عامي 2000 و 2008.
| المؤشر        | 2000    | 2008    | نسبة النمو |
| ------------- | ------- | ------- | ---------- |
| حركة الطائرات | 34181   | 64573   | +98%       |
| المسافرين     | 2563142 | 4716444 | +48%       |
| الشحن والبريد | 82232   | 89394   | +7.8%      |
| العبور الجوي  | 50576   | 683511  | +17%       |

## اتفاقيات
جرت بين الأردن والعديد من الدول عدة اتفاقيات في مجال النقل.
| إيران                     | في 18 / 12 / 1996، اتفاقيـة النقـل الدولـي علـى الطـرق بيـن حكومـة المملكـة الأردنيـة الهاشميـة وحكومـة الجمهوريـة الإسلاميـة الإيرانيـة. - في 16 / 6 / 1998، اتفاقيـة بيـن حكومـة المملكـة الأردنيـة الهاشميـة وحكومـة الجمهوريـة الإسلاميـة الإيرانيـة في مجال الملاحة البحرية. |
| ------------------------- | --- |
| تونس                      | في 27 /4/ 1995، اتفاقية النقل الدولي على الطرق بـين حكومة المملكة الأردنية الهاشميـة وحكومة الجمهورية التونسيــة. في 06 /02/ 2009، اتفاقية التعاون في مجال النقل البحري التجاري والموانئ بين حكومة المملكة الأردنية الهاشمية وحكومة الجمهورية التونسية. في 06 /02/ 2009، مذكرة تفاهم للاعتراف المتبادل بالمؤهلات والاقرارات والشهائد البحرية بين حكومة المملكة الأردنية الهاشمية وتمثلها السلطة البحرية وحكومة الجمهورية التونسية ويمثلها ديوان البحرية التجارية والموانئ |
| الجزائر                   | في 20 / 5 / 1997، اتفاقية النقل الدولي على الطرق بين المملكة الأردنية الهاشمية والجمهورية الجزائرية الديمقراطية الشعبي في 20 / 5 / 1997، اتفاقية التعاون في مجال النقل البحري والموانئ بين المملكة الأردنية الهاشمية والجمهورية الجزائرية الديمقراطية الشعبية. |
| السودان                   | في 30 / 3 / 2000، اتفاقية للنقل الدولي على الطرق بين حكومة جمهورية السودان وحكومة المملكة الأردنية الهاشمية. في 19 / 2 / 1995، اتفاقية التعاون في مجال النقل البحري التجاري والموانئ بين جمهورية السودان والمملكة الأردنية الهاشمية في 26 / 11 / 2008، مذكرة تفاهم بين السلطة البحرية الأردنية في المملكة الأردنية الهاشمية والمصلحة البحرية التجارية في جمهورية السودان بشأن الاعتراف بالشهادات الاهلية.                                                                 |
| مصر                       | في 28 / 10 / 2002، اتفاقية تعاون في مجال النقل البري للركاب والبضائع بين حكومة المملكة الأردنية الهاشمية وحكومة جمهورية مصر العربية. في 9 / 1 / 1985، اتفاقية ملاحية بين كل من حكومة الممكلة الأردنية الهاشمية وحكومة جمهورية مصر العربية. في 17 / 12 / 2008، مذكرة تفاهم بشأن تبادل الاعتراف بالتعليم والتدريب البحري والشهادات الاهلية البحرية بين حكومة المملكة الأردنية الهاشمية وحكومة جمهورية مصر العربية.                                                          |
| سوريا                     | في 3 / 8 / 1999، اتفاقية النقل البري للركاب والبضائع بين حكومة المملكة الأردنية الهاشمية وحكومة الجمهورية العربية السورية. في 18 / 8 / 2000، اتفاق حول الملاحة البحرية التجارية بين حكومتي المملكة الأردنية الهاشمية والجمهورية العربية السورية. في 19 / 10 / 2009، مذكرة تفاهم بشأن تبادل الاعتراف بالتعليم والتدريب البحري والشهادات الاهلية البحرية بين حكومة المملكة الأردنية الهاشمية وحكومة الجمهورية العربية                                                       |
| ليبيا                     | في 17 / 1 / 2004، اتفاقية النقل البري الدولي على الطرق بين الجماهرية العربية الليبية الشعبية الاشتراكية العظمى وحكومة المملكة الأردنية الهاشمية. في 20 / 10 / 1992، اتفاقية النقل البحري التجاري بين حكومة الممكلة الأردنية الهاشمية والجماهيرية العربية الليبية الشعبية الاشتراكية العظمى. |
| لبنان                     | في 19 / 4 / 1995، اتفـــاق تنظيم انتقال الأشخاص ونقل البضائع على الطرق بــين الجمهورية اللبنانيـة والمملكـة الأردنيـة الهاشمية. في 2 / 7 / 1998، اتفاقية التعاون في مجال النقل البحري التجاري والموانئ بين المملكة الأردنية الهاشمية والجمهورية اللبنانية |
| اليمن                     | في 18 /6 / 1995، اتفاقية تعاون النقل البري الدولي للركاب والبضائع بين حكومة المملكة الأردنية الهاشمية وحكومة الجمهورية اليمنية. في 18 / 6 / 1995 اتفاقية التعاون في مجال النقل البحري التجاري والموانئ بين حكومة المملكة الأردنية الهاشمية وحكومة الجمهورية اليمنية. في 21 / 4 / 2009، مذكرة تفاهم بين حكومة المملكة الأردنية الهاشمية وحكومة الجمهورية اليمنية بشأن الاعتراف المتبادل بالشهادات الاهلية للملاحين واعمال النوبة الصادرة عنهما                             |
| السلطة الوطنية الفلسطينية | في 21 / 6 / 1995 بروتوكول النقل البري للأشخاص والبضائع بين المملكة الأردنية الهاشمية والسلطة الوطنية الفلسطينية. |
| السعودية                  | في 6 / 11 / 2001 اتفاقية لتنظيم عمليات النقل البري على الطرق للركاب والبضائع بين المملكة الأردنية الهاشمية والمملكة العربية السعودية. في 15 / 10 / 2002، اتفاقية للتعاون في مجال النقل البحري بين حكومة المملكة الأردنية الهاشمية وحكومة المملكة العربية السعودية. |
| المغرب                    | في 16 / 6 / 1998 اتفاق بشأن النقل الدولي على الطرق للركاب والبضائع بين حكومـة المملكة الأردنيـة الهاشمية وحكومـة المملكـة المغربيـة. في 25/10/2001، اتفاقية التعاون في ميدان الملاحة البحرية بين المملكة الأردنية الهاشمية والمملكلة المغربية في 21/07/2008، مذكرة تفاهم بشأن تبادل الاعتراف بالتعليم والتدريب البحري والشهادات الاهلية البحرية بين حكومة المملكة الأردنية الهاشمية وحكومة المملكة المغربية                                                               |
| باكستان                   | في 9 / 1 / 2001 اتفاقية بين حكومة المملكة الأردنية الهاشمية وجمهورية الباكستان الإسلامية في مجال الملاحة البحرية. |
| روسيا البيضاء             | في 28 / 4 / 2004 اتفاقيـة النقل البري الدولي للركاب والبضائع على الطرق بين حكومة المملكة الأردنية الهاشمية وحكومة جمهورية روسيا البيضاء |
| الإمارات العربية المتحدة  | في 24 / 6 / 1998، اتفاقية النقل الدولي للركاب والبضائع على الطرق بين حكومة المملكة الأردنية الهاشمية وحكومة دولة الإمارات العربية. في 23 / 7 / 1998، اتفاقية للتعاون في مجال النقل البحري التجاري والموانئ بين المملكة الأردنية الهاشمية ودولة الإمارات العربية المتحدة. في 12 / 6 / 2008، مذكرة تفاهم بين السلطة البحرية الأردنية في المملكة الأردنية الهاشمية والهيئة الوطنية للمواصلات في دولة الإمارات العربية المتحدة بشأن الاعتراف بالشهادات                        |
| البحرين                   | في 21 / 7 / 2001، اتفاقية تنظيم النقل البري الدولي بالعبور (الترانزيت) بين حكومة المملكة الأردنية الهاشمية ودولة البحرين في 01 / 03 / 2010، مذكرة تفاهم بين السلطة البحرية الأردنية في المملكة الأردنية الهاشمية والمؤسسة العامة للموانئ البحرية في مملكة البحرين بالشهادات الاهلية بشأن الاعتراف البحرية طبقا للائحة 1/10 من الاتفاقية الدولية لمعايير التدريب والاجازة والخفارة للملاحين لعام 78 وتعديلاتها.                                                            |
| قطر                       | في 15 / 7 / 1997، اتفاقية للنقل الدولي على الطرق بين حكومة المملكة الأردنية الهاشمية وحكومة دولة قطر. في 15 / 7 / 1997، اتفاقية التعـاون في مجـال النقـل البحـري التجـاري والموانـئ بـين حكومـة المملكـة الأردنيـة الهاشميـة وحكومـة دولـة قطــر. في 24 / 11 / 200، مذكرة تفاهم بين حكومة المملكة الأردنية الهاشمية وحكومة دولة قطر بشأن الاعتراف المتبادل بالشهادات وفقا للاتفاقية الدولية لمستويات التدريب والتأهيل والنوبات للعاملين بالبحر                            |
| الكويت                    | في 22 / 8 / 2002، اتفاقية النقل البري الدولي للركاب والبضائع بين حكومة المملكة الأردنية الهاشمية وحكومة دولة الكويت. |
| عمان                      | في 22\12\2004، اتفاقية التعاون في مجال النقل البحري التجاري والموانئ بين المملكة الأردنية الهاشمية وسلطنة عمان. |
| أوكرانيا                  | في 30\11\2005، اتفاقية تعاون في مجال النقل البحري التجاري والموانئ بين حكومة المملكة الأردنية الهاشمية ومجلس وزراء أوكرانيا. |
| أذربيجان                  | في 30 / 7 / 2007، اتفاقية بين حكومة المملكة الأردنية الهاشمية وحكومة جمهورية أذربيجان في النقل الدولي للركاب والبضائع على الطرق |
| كازاخستان                 | في 8 / 8 / 2007، اتفاقية بين حكومة المملكة الأردنية الهاشمية وحكومة جمهورية كازاخستان في مجال النقل الدولي على الطرق |
| المجر                     | في 24 / 5 / 1978، اتفاقية بين حكومة المملكة الأردنية الهاشمية وحكومة جمهورية هنغاريا الشعبية بخصوص النقل الدولي للركاب والبضائع على الطرق |
| جمهورية الهيلينية         | في 21 / 3 / 1978، اتفاقية بين حكومة المملكة الأردنية الهاشمية وحكومة الجمهورية الهيلينية بخصوص النقل الدولي للركاب والبضائع على الطرق |
| العراق                    | في 23 / 11 / 1989، اتفاقية النقل البري الدولي للاشخاص والبضائع بين حكومة المملكة الأردنية الهاشمية وحكومة الجمهورية العراقية. |
| فنلندا                    | في 17 / 09 / 1980، اتفاقية بين حكومة المملكة الأردنية الهاشمية وحكومة جمهورية فنلندا بخصوص النقل الدولي للركاب والبضائع على الطرق |
| إندونيسيا                 | في 13 / 11 / 1996، اتفاقية بين حكومة المملكة الأردنية الهاشمية وحكومة الجمهورية الاندونيسية في مجال الملاحة البحرية. |
| بلغاريا                   | في 17 / 09 /2004، اتفاقية بين حكومة المملكة الأردنية الهاشمية وحكومة جمهورية بلغاريا في مجال الملاحة التجارية البحرية والموانئ في 3 / 12 /2007، اتفاقية بين حكومة المملكة الأردنية الهاشمية وحكومة جمهورية بلغاريا في النقل الدولي للركاب والبضائع على الطرق |
| تركيا                     | في 5 / 09 /1988، اتفاقية النقل الدولي على الطرق بين حكومة المملكلة الأردنية الهاشمية وحكومة الجمهورية التركية |